# Ayarnangra estuarius
Ayarnangra estuarius és una espècie de peix de la família dels eretístids i l'única del gènere Ayarnangra.

## Morfologia
- Les femelles poden assolir 4,59 cm de longitud total.[1]

## Alimentació
Menja invertebrats, com ara gambes.

## Hàbitat
És un peix d'aigua dolça i de clima tropical.

## Distribució geogràfica
Es troba a Àsia: riu Irauadi (Myanmar).